# ضفدع إيلاو
'الضفدع ايلاو Ailao toad هونوع من فصيلة الضفادع المنتشرة في الصين في المناطق شبه الاستوائية والمدارية والغابات الجليدية والانهار شوهد في عام 1984 ولم يشاهد بعدها وهو نادر جدا وحجمه صغير يبلغ 40 ملم